# Фунду-Веїй (Ліповец, Васлуй)
Фунду-Веїй (рум. Fundu Văii) — село у повіті Васлуй в Румунії. Входить до складу комуни Ліповец.
Село розташоване на відстані 264 км на північний схід від Бухареста, 10 км на південь від Васлуя, 68 км на південь від Ясс, 127 км на північ від Галаца.

## Населення
За даними перепису населення 2002 року у селі проживали 602 особи, усі — румуни. Усі жителі села рідною мовою назвали румунську.